# Szpikulec do lodu

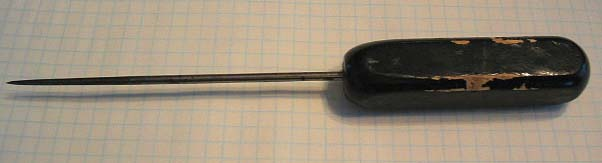
Szpikulec do lodu z drewnianą rękojeścią

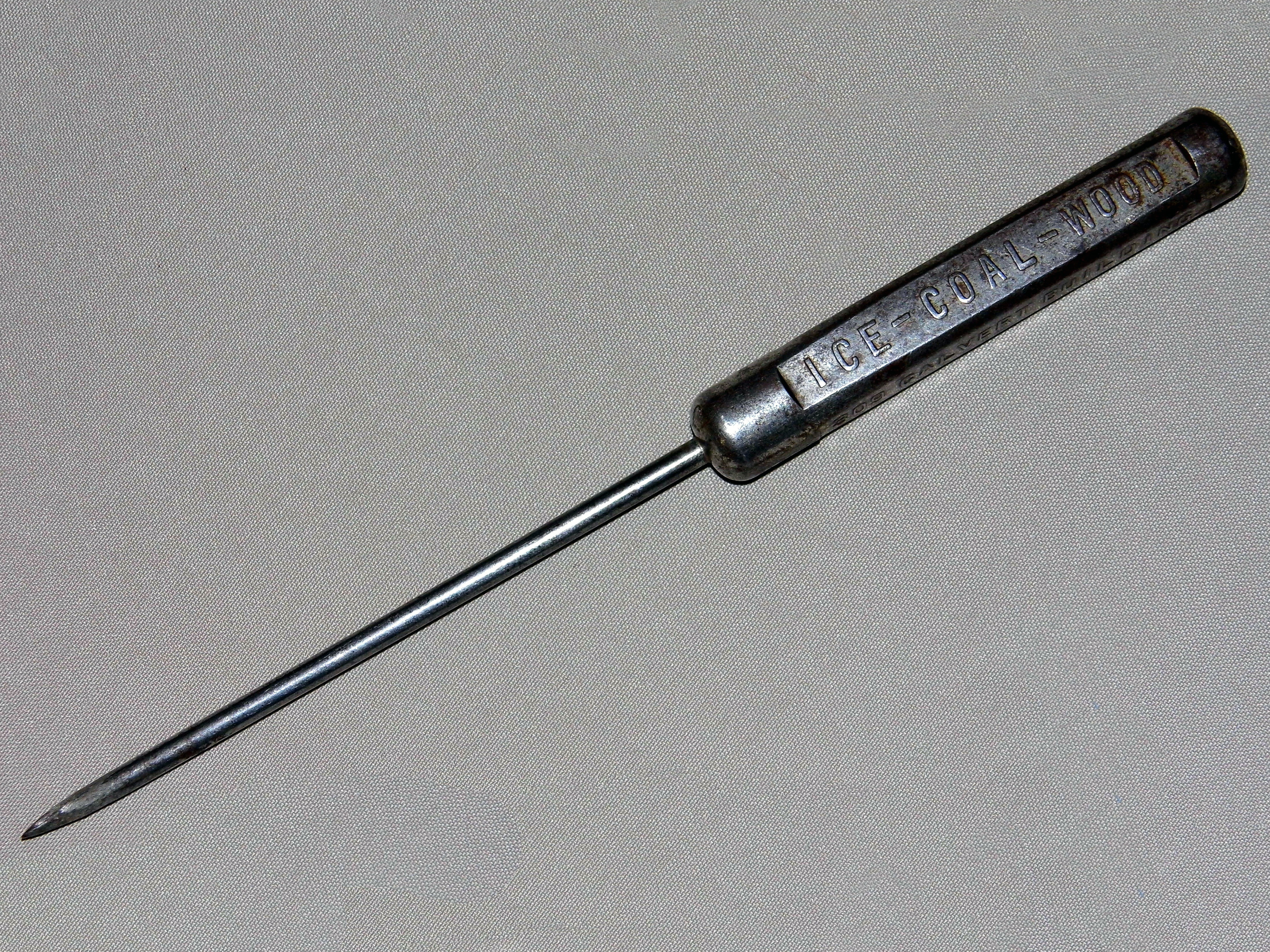
Szpikulec do lodu z metalową rękojeścią

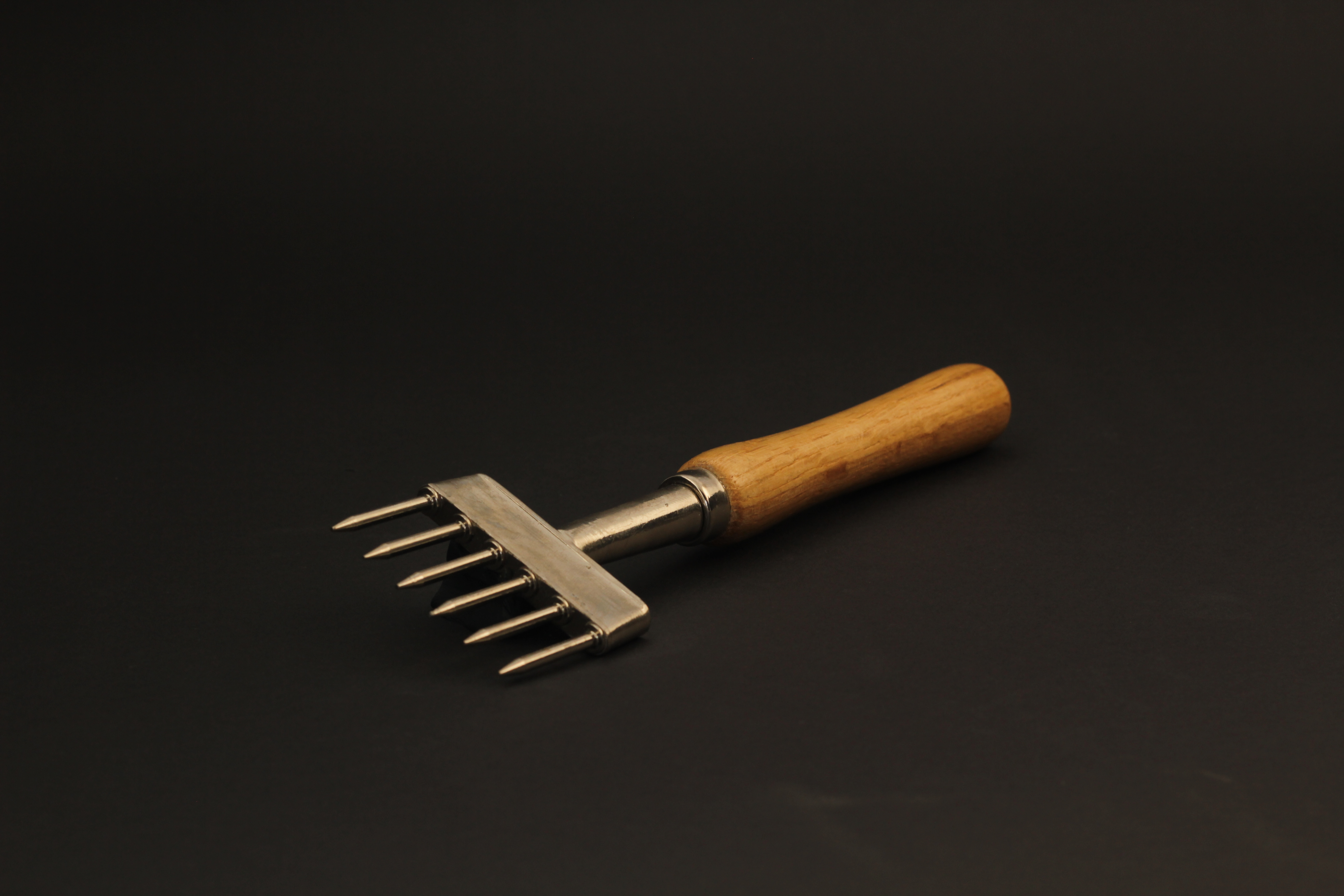
Szpikulec do lodu z sześcioma zębami

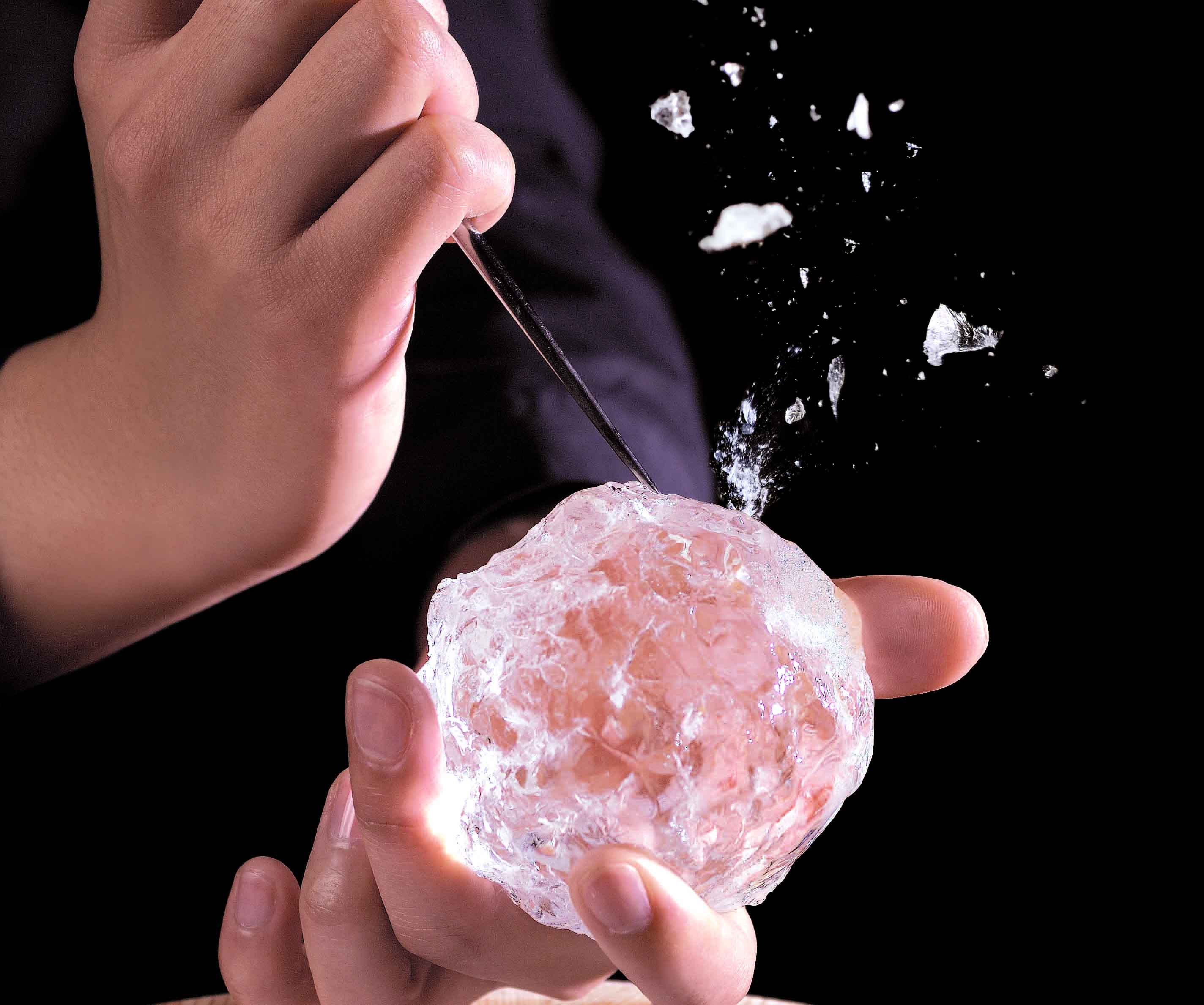
Kruszenie lodu za pomocą szpikulca

Szpikulec do lodu – spiczaste metalowe narzędzie służące do kruszenia lodu, składające się z ostrego pręta przymocowanego do drewnianej rękojeści. Konstrukcja narzędzia pozostała stosunkowo niezmieniona od czasu jego powstania. Jedyne zauważalne różnice w konstrukcji to materiał użyty do stworzenia rękojeści, która zwykle wykonana jest z drewna, ale może być również zrobiona z tworzywa sztucznego lub gumy. Materiały te mogą być lepsze pod względem bezpieczeństwa i umożliwiać użytkownikowi lepszy chwyt szpikulca podczas użytkowania.

## Historia
W XIX wieku z zamarzniętych źródeł wody zbierano bloki lodu i rozprowadzano je do pobliskich domów. Szpikulce do lodu służyły do łatwego pocięcia bloków na mniejsze kawałki. W wielu przypadkach te mniejsze bloki były używane w pomieszczeniu zwanym lodówką, które mogło pozostawać zimne tylko przez ograniczony czas. Aby mogło dalej prawidłowo funkcjonować, trzeba było je regularnie uzupełniać lodem. 
Do połowy XX wieku szpikulec do lodu zaczął tracić na popularności, w związku ze stworzeniem nowoczesnych chłodziarek, popularnie zwanych lodówkami. Wiele chłodziarek było wyposażonych w wbudowaną kostkarkę do lodu, która umożliwiała łatwy dostęp do małych kawałków lodu w dowolnym momencie i eliminowała potrzebę używania szpikulca.

## Broń
Ze względu na swoją dostępność i możliwość łatwego przekłucia skóry, szpikulec do lodu jest czasami używany jako broń podręczna. W latach trzydziestych i czterdziestych XX wieku nowojorska grupa morderców mafii amerykańskiej zwana Murder, Inc., bardzo często wykorzystywała szpikulce do lodu jako broń. Żydowski gangster Abe Reles, używał szpikulca do lodu jako swojej ulubionej broni, zwykle dźgając swoje ofiary w ucho. Amerykańscy seryjni mordercy Richard Kuklinski i Ted Bundy, używali między innymi szpikulca do lodu. 
Według New York City Police Department szpikulec do lodu jest używany jako broń w ulicznych bójkach. W amerykańskim filmie Nagi instynkt (1992) w reżyserii Paula Verhoevena, szpikulec do lodu jest używany jako narzędzie zbrodni. 

## Medycyna
Lobotomia była metodą leczenia, która zyskała popularność w połowie lat trzydziestych XX wieku. Amerykański neurolog Walter Freeman przeprowadził tysiące lobotomii na całym świecie. Według doniesień medialnych używał do tego szpikulca do lodu ze swojej kuchni, który wkładał pacjentom do mózgu przez oczodół, bez użycia środków znieczulających. Uważano, że ta „lobotomia szpikulcem do lodu” zmniejsza problemy psychiczne, jednak często kończyła się ona porażeniem i przedwczesną śmiercią. Leczenie to nie powiodło się ze względu na brak testów przed wykonaniem go na tysiącach osób. Licencja lekarska Waltera Freemana została cofnięta w 1967 roku, po śmierci kobiety podczas przeprowadzania lobotomii. Taka metoda lobotomii doprowadziła do śmierci około 500 osób w ciągu 50 lat. Do lat siedemdziesiątych XX wieku procedura ta została zakazana w wielu krajach ze względu na niehumanitarność.